# Leonardo Campana
Artikeln följer den spanska namnseden; faderns efternamn är Campana och moderns efternamn Romero.
Leonardo Campana Romero, född 24 juli 2000, är en ecuadoriansk fotbollsspelare som spelar för Inter Miami. Han spelar även för Ecuadors landslag.

## Klubbkarriär
Den 21 januari 2020 värvades Campana av engelska Premier League-klubben Wolverhampton Wanderers, där han skrev på ett 3,5-årskontrakt. Den 19 september 2020 lånades han ut till portugisiska Primeira Liga-klubben Famalicão på ett säsongslån. Campana debuterade för Famalicão den 28 september 2020 då han blev inbytt mot Rubén del Campo i en 2–1-vinst över Belenenses SAD. Campana gjorde sitt första mål för Famalicão den 22 april 2021 i en 3–0-vinst över Gil Vicente.
Den 16 juli 2021 lånades Campana ut till Schweiziska superligan-klubben Grasshopper på ett säsongslån. Han debuterade för Grasshopper den 25 juli 2021 i en 2–0-förlust mot Basel, där han råkade göra ett självmål.
Den 20 januari 2022 lånades Campana ut till amerikanska Major League Soccer-klubben Inter Miami på ett säsongslån. Han debuterade för Inter Miami den 26 februari 2022 i en 0–0-match mot Chicago Fire. Campana gjorde sitt första mål för Inter Miami den 6 mars 2022 i en 5–1-förlust mot Austin FC. Campana blev utsedd till MLS Player of the Week den 11 april 2022 efter att ha gjort hattrick i en match mot New England Revolution.
Övergången till Inter Miami blev permanent den 20 januari 2023 då Campana skrev på ett kontrakt till slutet av den amerikanska säsongen 2025 med en option på ett ytterligare år.

## Landslagskarriär
Campana debuterade för Ecuadors landslag den 21 mars 2019 i en 1–0-förlust mot USA, där han blev inbytt i halvtid mot Renato Ibarra. Han har varit en del av Ecuadors trupp vid Copa América 2021.